# II. Péter alexandriai püspök
II. (Szent) Péter (? – 380. február 15.) alexandriai pátriárka 373-tól haláláig.
Nagy Szent Atanáz utódaként került a püspökség élére. Origenista nézeteket vallott. Ismeretes, hogy Melétiosz antiochiai pátriárka megvádolta azzal, hogy a keresztényüldözések alatti hitehagyó keresztényekkel túlzottan enyhén bánik.
Péter neve alatt bűnbánati kánonok maradtak fenn, amelyek később a hivatalos kánongyűjtemények részeivé lettek. Más műveinek csak a címeit ismerjük (néhány idézeten, töredéken kívül): A lélekről, A feltámadásról, A húsvétról, A Megváltóról. Elveszett az alexandriaiaknak írott levele is.